# Windows 10
A Windows 10 (amit utólag kódnevén „Threshold 1”, más néven 1507 verziónak is neveznek) 2015. július 29-én jelent meg. A Microsoft szerint a 9-es verzió a sok újdonság miatt, mások szerint azonban a Windows 9x-re írt programok verziókiolvasó metódusa miatt marad ki. A Microsoft eredeti tervei szerint ez lett volna utolsó Windows, a jövőben csak frissítéseket adtak volna ki, Windows 11-et nem. A Microsoft korábbi célja ezzel az volt, hogy 2023-tól minden windowsos számítógépen Windows 10 fusson.
A Windows 10-re az első évben a Windows 7 SP1, a Windows 8 (8.1) és a Windows Phone 8 (8.1) rendszerrel rendelkezők ingyenesen frissíthettek. Ez „nem eredeti” termékkulccsal aktivált rendszerekre is igaz volt, azonban ettől még nem lett legális a használata. A rendszer használható aktiválás nélkül is, és a korábbi verzióktól eltérően a frissítések is telepíthetőek a Windows Update segítségével.
A Windows 10 forráskódja 2017. június 24-én kiszivárgott az internetre, ami lehetőséget adhat újabb támadásokra. A Windows 10 általános támogatása 2025. október 14-én ért végett. Az átlagfelhasználók számára éves díj fejében 2026. október 13-áig, cégek és oktatási intézmények számára legfeljebb 2028. október 10-éig érhető el kiterjesztett támogatás. Az operációs rendszer utódja a 2021-ben megjelent Windows 11.

## Újdonságok
- A Windows 10-ben számos újdonság mellett új memóriatömörítési eljárás jelent meg, mellyel a rendszer gyorsabb hozzáférést biztosít az alkalmazásoknak az adatokhoz, valamint csökkenti a lapozófájl használatát.[11]
- A rendszer közelebb hozta a Windows Phone 8.x, Windows 8.x és az Xbox One rendszerek kódbázisát.[12] Sőt, ezek a rendszerek majdnemhogy eggyé váltak, hiszen az asztali gépekre szánt Windows 10 és a Windows 10 Mobile magja gyakorlatilag már azonos, őket csak a különböző, más eszközre tervezett felhasználói felület különbözteti meg. Az Xbox One rendszerére ez az évfordulós frissítéssel vált maradéktalanul igazzá (lásd lejjebb).
- A rendszerindítás és leállítás lényegesen gyorsabb lett, a megspórolt időt azonban „áttették” az újraindításhoz. Ezt a leállítás és a hibernált mód ötvözésével érték el. Indításnál a rendszer nem tölti be sorjában a különféle illesztő- és egyéb programokat, hanem egy leállítás előtti memóriaképet tölt vissza a háttértárról. A módszer hátránya a nagyobb lemezterület-igény, illetve illesztőprogram hiba, vagy rendszerbeállítás módosítás esetén újraindítást igényel.
- A fejlesztők visszahelyezték a Start menüt[13] a rendszerbe, így a felhasználók választhatnak, hogy a Start menüt vagy a kezdőképernyőt akarják-e használni.[14] Táblagép módban pedig a csempés felület lett az alapértelmezett.
- Megjelent az asztali Cortana személyi asszisztens és az Edge böngésző, valamint a DirectX 12 is.

## Frissítések és támogatás
A verziószám úgy állt össze, hogy az évszám utolsó két számjegyét és a hónap számát egybetettük (pl.: 1507 = 2015. 07.). Ez alól viszont több kivétel is volt.
2019-től a Microsoft változtatott a kódneveken. Az első szám – ugyanúgy, mint a verziószámnál – az évszám utolsó két számjegyéből áll, a második része viszont a félévet jelzi (19H1; 19H2). E változtatás 2020 második félévétől a verziószámokra is igaz.
2017 októberében a Microsoft bejelentette, hogy befejezi a Windows 10 Mobile funkciófrissítésekkel való támogatását, és ezután már csak biztonsági és hibajavításokat kaptak az eddig támogatott verziók. Az utolsó verzió (őszi alkotói frissítés) támogatása 2020. január 14-én fejeződött be.
A koronavírus-járvány miatt a Microsoft úgy döntött, hogy meghosszabbítja a Windows 10 1709-es üzleti és oktatási verzióinak támogatását 6 hónappal.
A Microsoft meghosszabbította a 2018. októberi frissítés bizonyos verzióinak (Home, Pro) támogatását 6 hónappal.
| Verzió | Kódnév      | Marketingnév              | Buildszám | Kiadási dátum      | Támogatás vége (támogatási státusz színnel jelezve) | Támogatás vége (támogatási státusz színnel jelezve) | Támogatás vége (támogatási státusz színnel jelezve) | Támogatás vége (támogatási státusz színnel jelezve) |
| Verzió | Kódnév      | Marketingnév              | Buildszám | Kiadási dátum      | Home, Pro                                           | Education, Enterprise                               | LTSC/LTSB                                           | Mobil                                               |
| --- | ----------- | ------------------------- | --------- | ------------------ | --------------------------------------------------- | --------------------------------------------------- | --------------------------------------------------- | --------------------------------------------------- |
| 1507 | Threshold 1 | N/A                       | 10240     | 2015. július 29.   | 2017. május 9.                                      | 2017. május 9.                                      | 2025. október 14.                                   | N/A                                                 |
| 1511 | Threshold 2 | Novemberi frissítés       | 10586     | 2015. november 10. | 2017. október 10.                                   | 2018. április 10.                                   | N/A                                                 | 2018. január 9.                                     |
| 1607 | Redstone 1  | Évfordulós frissítés      | 14393     | 2016. augusztus 2. | 2018. április 10.                                   | 2019. április 9.                                    | 2026. október 13.                                   | 2018. október 9.                                    |
| 1703 | Redstone 2  | Alkotói frissítés         | 15063     | 2017. április 11.  | 2018. október 9.                                    | 2019. október 8.                                    | N/A                                                 | 2019. június 11.                                    |
| 1709 | Redstone 3  | Őszi alkotói frissítés    | 16299     | 2017. október 17.  | 2019. április 9.                                    | 2020. október 13.                                   | N/A                                                 | 2020. január 14.                                    |
| 1803 | Redstone 4  | 2018. áprilisi frissítés  | 17134     | 2018. április 30.  | 2019. november 12.                                  | 2021. május 11.                                     | N/A                                                 | A támogatás 2020. január 14-én megszűnt.            |
| 1809 | Redstone 5  | 2018. októberi frissítés  | 17763     | 2018. november 13. | 2020. november 10.                                  | 2021. május 11.                                     | 2029. január 9.                                     | A támogatás 2020. január 14-én megszűnt.            |
| 1903 | 19H1        | 2019. májusi frissítés    | 18362     | 2019. május 21.    | 2020. december 8.                                   | 2020. december 8.                                   | N/A                                                 | A támogatás 2020. január 14-én megszűnt.            |
| 1909 | 19H2        | 2019. novemberi frissítés | 18363     | 2019. november 12. | 2021. május 11.                                     | 2022. május 10.                                     | N/A                                                 | A támogatás 2020. január 14-én megszűnt.            |
| 2004 | 20H1        | 2020. májusi frissítés    | 19041     | 2020. május 27.    | 2021. december 14.                                  | 2021. december 14.                                  | N/A                                                 | A támogatás 2020. január 14-én megszűnt.            |
| 20H2 | 20H2        | 2020. októberi frissítés  | 19042     | 2020. október 20.  | 2022. május 10.                                     | 2023. május 9.                                      | N/A                                                 | A támogatás 2020. január 14-én megszűnt.            |
| 21H1 | 21H1        | 2021. májusi frissítés    | 19043     | 2021. május 18.    | 2022. december 13.                                  | 2022. december 13.                                  | N/A                                                 | A támogatás 2020. január 14-én megszűnt.            |
| 21H2 | 21H2        | 2021. novemberi frissítés | 19044     | 2021. november 16. | 2023. június 13.                                    | 2024. június 11.                                    | 2027. január 12.                                    | A támogatás 2020. január 14-én megszűnt.            |
| 22H2 | 22H2        | 2022. októberi frissítés  | 19045     | 2022. október 18.  | 2025. október 14.                                   | 2025. október 14.                                   | N/A                                                 | A támogatás 2020. január 14-én megszűnt.            |
| Színmagyarázat - Régi verzió, nem támogatott Régebbi verzió, támogatott Legújabb verzió Legfrissebb előnézeti verzió(k) |             |                           |           |                    |                                                     |                                                     |                                                     |                                                     |

## Változatok
- Windows 10 Home (otthoni felhasználóknak)
- Windows 10 Pro (otthoni és vállalati felhasználóknak)
- Windows 10 Enterprise (csak vállalati ügyfeleknek)
- Windows 10 Education (oktatási célra)
- Windows 10 Pro for Workstations (nagy teljesítményű munkaállomásokhoz)[19]
- Windows 10 LTSC (kritikus fontosságú eszközökre)
- Windows 10X (A Windows 10 két képernyős eszközökre optimalizált változata. Fejlesztése leállt.)[20]
- Windows 10 Lean (Még nem jelent meg. Valószínűleg fejlesztés alatt áll.)[21]
- Windows 10 Mobile (A támogatása 2020. január 14-én befejeződött.)[22]
- Windows 10 Mobile Enterprise (A támogatása 2020. január 14-én befejeződött.)[22]
- Windows 10 S (Megszűnt és S mód-ként használható tovább a Home, Pro és Enterprise verziókban.)[23]

## Rendszerigények
| Követelmény                 | 32 bites rendszer                             | 64 bites rendszer                             |
| --------------------------- | --------------------------------------------- | --------------------------------------------- |
| Architektúra                | IA-32                                         | x64                                           |
| Processzor                  | 1 GHz (PAE, NX, és SSE2-támogatással)         | 1 GHz (PAE, NX, és SSE2-támogatással)         |
| Memória (RAM)               | 1 GB (Évfordulós frissítés+: 2 GB)            | 2 GB (Évfordulós Frissítés+: 4 GB)            |
| Videókártya                 | DirectX 9 WDDM 1.0 vagy újabb                 | DirectX 9 WDDM 1.0 vagy újabb                 |
| Képernyőfelbontás           | 800×600 képpont                               | 800×600 képpont                               |
| Beviteli eszközök           | Billentyűzet, egér                            | Billentyűzet, egér                            |
| Szabad hely a háttértárolón | 16 GB                                         | 20 GB                                         |
| Egyéb                       | Microsoft-fiók, mikrofon, UEFI (opcionálisak) | Microsoft-fiók, mikrofon, UEFI (opcionálisak) |

## Kritikák
A rendszert érik kritikák is. Régebbi számítógépeken egyes hardverelemek nem működnek megfelelően (főképp a vezeték nélküli eszközök). Többen kritizálják a félévenként kiadott frissítéseket, ami alapján úgy gondolják, hogy a rendszer mindig félkész állapotban jelenik meg. További éles bírálatokat kapott a Microsoft a megváltozott adatkezelési szabályok miatt, amelyeket egyesek úgy értelmeznek, hogy a Windows 10 kémkedik.
A legismertebb kritikus pontnak talán mégis a régebbi Windows rendszerek 10-es rendszerre való frissítésének erőszakos, néhol gerillamarketingre („piros X trükk”) emlékeztető módszerei bizonyultak.